# George Jung
George Jacob Jung, pseud. Boston George (ur. 6 sierpnia 1942 w Bostonie, zm. 5 maja 2021 w Weymount) – amerykański przemytnik narkotyków, członek kartelu z Medellín, jeden z pionierów hurtowego handlu narkotykowego.

## Życiorys
George Jung urodził się w Bostonie jako syn Fredericka i Ermine Jung. Dorastał w Weymouth. Po raz pierwszy został aresztowany w liceum – za namawianie policjantki pracującej pod przykrywką do prostytucji. W 1961 ukończył Weymouth High School, następnie zaczął studia z marketingu na University of Southern Mississippi, ale ich nie ukończył. W tym czasie zaczął palić marihuanę. Szybko zorientował się, że może zarobić sprzedając część tego, co kupił.
W 1967 roku Jung spotkał kolegę z lat dzieciństwa i wraz z nim zaczął przemycać marihuanę z Kalifornii do Nowej Anglii. Następnie włączył do procederu swoją dziewczynę, która była stewardesą i przewoziła narkotyki w walizkach. Wkrótce Jung zarabiał 50 000 dolarów miesięcznie. Aby powiększyć swoje zyski postanowił ominąć wszelkich pośredników i transportować marihuanę bezpośrednio z Meksyku. W tym celu uzyskał licencję pilota, co pozwoliło mu samodzielnie przerzucać narkotyk z Puerto Vallarta do Cape Cod. W ten sposób powiększył swoje zyski do 250 000 dolarów miesięcznie. 
Handel marihuaną skończył się w 1974 roku, kiedy to Jung został aresztowany w Chicago za przemyt 300 kg narkotyku. Odbiorca towaru został złapany za handlowanie heroiną i aby zmniejszyć sobie wyrok, zadenuncjował Junga. Jung otrzymał karę więzienia, którą odbywał w więzieniu w Danbury.

## Współpraca z kartelem z Medellín
Współwięźniem Junga w celi w Danbury był Carlos Lehder – Kolumbijczyk, który trafił do więzienia za kradzież samochodu, ale jednocześnie zajmował się handlem kokainą. W więzieniu Lehder obiecał przedstawić Junga kartelowi z Medellín, do którego należał; Jung z kolei przekazał Lehderowi swoją wiedzę na temat przemytu. Po wyjściu z więzienia obaj rozpoczęli współpracę. Zamierzali transportować setki kilogramów kokainy wprost z kolumbijskiego rancha Pabla Escobara do Stanów Zjednoczonych. 
Pierwszą wspólną operacją był wyjazd na wyspę Antigua i powrót wynajętą awionetką z wielkimi walizkami, w których były zamaskowane kilogramy kokainy. W ten sposób zdobyli pieniądze na rozpoczęcie biznesu. Następnie zainwestowali we własny samolot, a kokainę transportowali z Bahamów. Policja na lotnisku została przekupiona i samolot wspólników był przepuszczany bez kontroli, następnie nocą lądowali na polu w Stanach Zjednoczonych, skąd Jung rozwoził towar furgonetką. W ten sposób zarobili w ciągu kilku dni swoje pierwsze miliony.
W krótkim czasie Jung stał się jednym z głównych importerów kokainy do Stanów Zjednoczonych. Szacuje się, że około 85% kokainy obecnej w Stanach Zjednoczonych pomiędzy 1977 a 1984 rokiem pochodziła od kartelu z Medellín. Jung był jednym z najbliższych współpracowników Pablo Escobara, a przez pewien czas również jedynym Amerykaninem pracującym dla kartelu. Z tego względu Escobar nadał Jungowi przydomek Boston George.
Podczas współpracy z kartelem z Medellín, Jung zarobił na handlu narkotykami około 100 milionów dolarów, które ulokował w panamskim banku.

## Uwięzienie
Gdy nie był już potrzebny Lehderowi, ten zakończył współpracę z Jungiem. Wtedy George Jung przeprowadził się do Stanów Zjednoczonych. W 1987 roku, kiedy skończyły mu się pieniądze, postanowił zorganizować jednorazowy przerzut narkotyków, by podreperować swój budżet. Po długiej przerwie w przemycie nie wiedział, że od dawna przestrzeń powietrzna nad Stanami Zjednoczonymi jest skrupulatnie monitorowana, dlatego wkrótce po dokonaniu przerzutu, został aresztowany przez DEA. Po wyjściu z więzienia przez krótki czas próbował pracować, ale szybko powrócił do narkotykowego biznesu. W 1994 roku został ponownie aresztowany za przemyt kilkuset kilogramów kokainy i został skazany na sześćdziesiąt lat więzienia. W czasie procesu Jung zeznawał przeciwko Carlosowi Lehderowi i dzięki temu uzyskał zmniejszenie wyroku do dwudziestu lat.
2 czerwca 2014 roku, w wieku 71 lat, Jung wyszedł na wolność.
6 grudnia 2016, George Jung został ponownie aresztowany w swoim domu w Sacramento w związku z naruszeniem ustaleń zwolnienia warunkowego.
Jego biografię przedstawia film Blow (2001), w którym w rolę George’a Junga wcielił się Johnny Depp.